# چهاربید (فریمان)
چهاربید (فریمان)، روستایی از توابع بخش قلندرآباد شهرستان فریمان در استان خراسان رضوی ایران است.

## جمعیت
این روستا در دهستان قلندرآباد قرار دارد و براساس سرشماری مرکز آمار ایران در سال ۱۳۸۵، جمعیت آن ۲۱ نفر (۵خانوار) بوده است.